# Scorylus cubensis
Scorylus cubensis är en fjärilsart som beskrevs av Heinrich 1956. Scorylus cubensis ingår i släktet Scorylus och familjen mott. Inga underarter finns listade i Catalogue of Life.